# Lynndie England

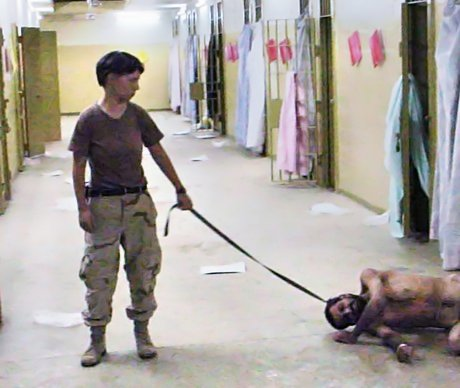
Lynndie England poserar med en fånge, 2003.

Lynndie England, född 8 november 1982 i Ashland, Kentucky, är en amerikansk kvinnlig före detta militär som 2003–2004, tillsammans med dåvarande pojkvännen Charles Graner, torterade och misshandlade irakiska fångar i Abu Ghraib-fängelset nära Bagdad i Irak.

## Anklagelser
Lynndie England, vid tidpunkten för brottet 21 år gammal, åtalades bland annat för att tillsammans med flera andra soldatkollegor ha ställt upp en mänsklig pyramid med irakiska fångar, bundit en irakier runt halsen med ett koppel och även ställt upp nakna manliga fångar på rad och beordrat dem att onanera framför kameran. Allt detta finns dokumenterat med bilder.
Då England var den amerikanska soldat som syntes på flest foton blev hon "ansiktet utåt" för skandalen och den som därmed hängdes ut i media. England, som inte ansågs ha varit den drivande i skandalen, dömdes den 26 september 2005 till tre års fängelse. Hon avtjänade sitt straff i militärfängelset Naval Consolidated Brig i Miramar i norra San Diego, och blev villkorligt frigiven 1 mars 2007. Pojkvännen Graner dömdes till tio års fängelse.
Lynndie England har under hela processen efter offentliggörandet av det inträffade hävdat att hon bara lytt order – från högsta politiska ort. Detta ska också enligt Lynndie England kunna bevisas via bevarade dokument och hon väntar fortfarande på en ursäkt från den amerikanska armén.